# Mohamed Obaid
Mohamed Obaid Al Zahiri (né le 1er août 1967) est un joueur de football international émirati, qui évoluait au poste de défenseur.

## Biographie

### Carrière en sélection
Avec l'équipe des Émirats arabes unis, il joue entre 1984 et 2000. Il figure notamment dans le groupe des sélectionnés lors de la Coupe d'Asie des nations de 1984.
Il dispute également la Coupe des confédérations de 1997. Lors de cette compétition, il joue contre l'Urugay, l'Afrique du Sud et la République tchèque.